# Groep (sociologie)

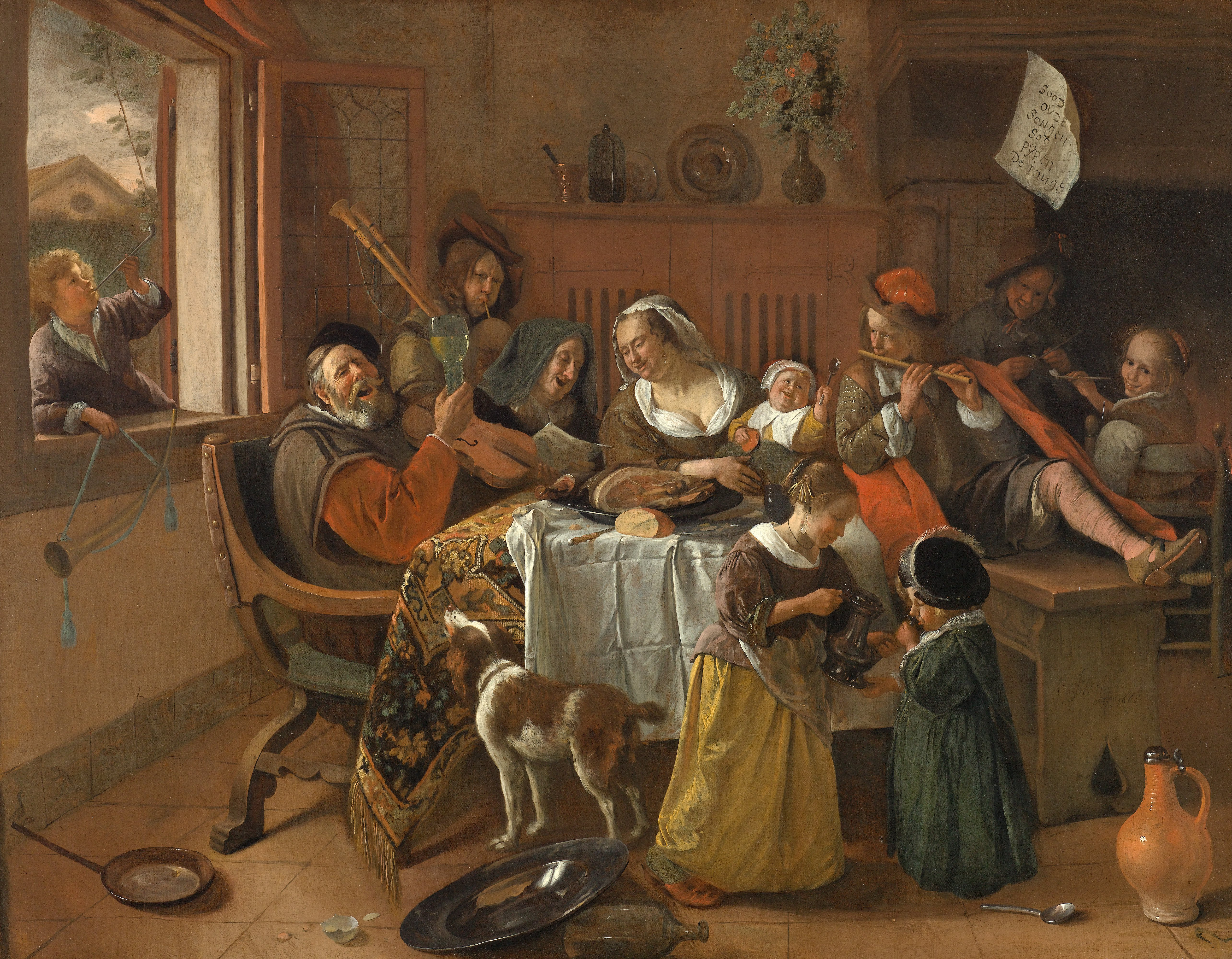
Het vrolijke huisgezin, Jan Steen, 1668.
Het gezin is in veel gevallen de belangrijkste primaire groep en heeft zijn eigen waarden, normen en gedragspatronen.

Een groep is een verzameling van twee of meer personen die met elkaar omgaan. Dit kan zijn omdat zij zich met elkaar identificeren of omdat zij een gezamenlijk doel hebben. Vaak zal er sprake zijn van een sociale identiteit, het bewustzijn van een persoon tot een bepaalde groep te behoren en door anderen als zodanig behandeld te worden. Die groep heeft een (gewenst) zelfbeeld en wordt door anderen als uniek onderscheiden. Het zelfbeeld hoeft niet overeen te komen met het beeld dat buitenstaanders van een groep hebben, dat vaak gekenmerkt wordt door stereotypes.
Vaak maakt men onderdeel uit van meerdere sociale groepen waarbij wel onderscheid wordt gemaakt tussen primaire en secundaire groepen. In de eerste onderhouden de leden persoonlijke en duurzame relaties, terwijl de relatie in het tweede geval formeler en doelgerichter is. Secundaire groepen kunnen ook veel groter zijn.
Iedere groep heeft een sociale structuur waarin iedereen een sociale positie en de rol heeft. Bij elke rol wordt een bepaald gedrag verwacht volgens bepaalde sociale conventies. Het naleven hiervan wordt versterkt door sociale controle en internalisering, het proces waarbij mensen zich bepaalde sociale regels eigen maken, zodat deze regels na verloop van tijd niet langer worden beschouwd als van buitenaf opgelegde voorschriften maar als richtlijnen die men zelf heeft gekozen. Daarmee bepaalt dit mede het sociaal handelen.
Waarden variëren echter tussen samenlevingen onderling, maar ook daarbinnen tussen bijvoorbeeld sociale klassen. Daarnaast variëren waarden door de tijd heen terwijl een maatschappij zich ontwikkelt. Afwijkend gedrag, het niet voldoen aan bepaalde normen, kan van invloed zijn op de sociale status en acceptatie en zelfs tot uitsluiting leiden.

## Andere verzamelingen

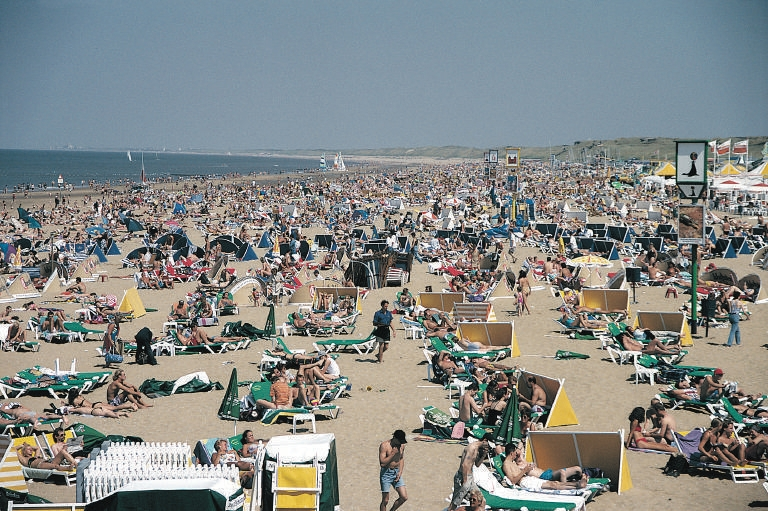
Een sociaal aggregaat op het strand van Scheveningen.

Niet alle verzamelingen van mensen worden als groepen beschouwd. Zo is een aggregaat een aantal mensen die zich toevallig op dezelfde plaats bevinden, maar die zichzelf niet als groep zien. Er is geen gezamenlijk doel, maar er kan wel sprake zijn van interactie.
Merton maakte onderscheid tussen drie groeperingen. Dit waren de groep, de collectiviteit en de sociale categorie. Een collectiviteit is een groep die dusdanig groot is, dat niet alle leden interactie met elkaar hebben, maar waarbij nog wel sprake is van gedeelde waarden, doelen en saamhorigheid. Bij een sociale categorie worden nog slechts enkele kenmerken gedeeld, maar is er geen of nauwelijks sprake van een onderlinge relatie of binding.
Samenscholen is het bij elkaar komen van een aantal mensen op een openbare plaats. Soms geldt een samenscholingsverbod, bijvoorbeeld om overlast of onveiligheid tegen te gaan. Verder is in de Gemeentewet geregeld dat aan een persoon een groepsverbod kan worden opgelegd: een verbod om zich in een of meer bepaalde delen van de gemeente op een voor het publiek toegankelijke plaats zonder redelijk doel met meer dan drie andere personen in groepsverband op te houden. Voor de groepsgrootte bij het samenscholingsverbod geldt de APV en het achterliggende beleid van de betreffende gemeente.